# Nada (Laforet)
Nada (deutsch: Nichts) ist ein spanischsprachiger Roman von Carmen Laforet, geschrieben im Jahre 1944. Im selben Jahr gewann die spanische Autorin mit nur 23 Jahren den begehrten Nadal-Literaturpreis. Im Jahre 1948 erhielt sie dann auch noch den Fastenrath-Literaturpreis. Das Werk wird außergewöhnlich gelobt, weil es die Umstände der spanischen Nachkriegszeit (Spanischer Bürgerkrieg) hervorragend darstelle. Außerdem beschreibe es sehr gut die Gesellschaft im Barcelona der damaligen Epoche. Man sagt dem Werk nach, es weise autobiographische Züge auf.

## Inhalt
In Nada geht es um eine junge Frau namens Andrea, die als 18-jährige Waise nach Barcelona geht, um an der Universität Literatur zu studieren und ein neues Leben (in Freiheit) zu beginnen. Dort zieht sie im Haus ihrer Großmutter ein, das sie seit Jahren nicht mehr gesehen hat, wo auch der Rest der Familie wohnt. Doch genau dort gehen alle ihre Träume zugrunde, denn in diesem Haus der Aribau-Straße erfährt sie nur Unterdrückung und strengste Kontrolle inmitten eines gewaltigen, lang andauernden Familienkonflikts. Ein Ereignis in der (vom Bürgerkrieg gezeichneten) Vergangenheit hat die Familie auseinandergerissen. So befindet sich Andrea zwischen dem Schlachtfeld zu Hause und dem angenehmen und freien Leben an der Universität mit ihren Mitstudenten.
Der Roman ist in drei Teile geteilt, der erste entspricht der „Initiation“ der Protagonistin, ihrer Beziehung zur Tante Angustias, die Barcelona als „Hölle“ darstellt. Als sie am Ende dieses Teils ins Kloster geht, fühlt sich Andrea erleichtert. Zu Beginn stehen sich zwei völlig getrennte Welten gegenüber: die einengende des Hauses und die befreiende des Studentenlebens und des freien Streunens durch die Gassen, doch durch die Beziehung der Freundin Ena zu Onkel Román kommen diese beiden Welten in Kontakt. Dies führt zu Andreas Desillusion, sie könnte eine dieser Welten „rein“, unkontaminiert erhalten. Am Ende des 2. Teils wird sich Andrea bewusst, dass sie selbst Teil des Ganzen ist. Trotz einer großen Anstrengung und Müdigkeit hat sie viel Selbsterkenntnis gewonnen. Es ist zwar fast „nichts“ passiert, aber...

## Titel
Der Titel ist ein Zitat eines Gedichts von Juan Ramón Jiménez, das folgendermaßen lautet:
NADA
A tu abandono opongo la elevada
torre de mi divino pensamiento;
subido a ella, el corazón sangriento
verá la mar, por él empurpurada.
Fabricaré en mi sombra la alborada,
mi lira guardaré del vano viento,
buscaré en mis entrañas mi sustento...
Mas ¡ay!, ¿y si esta paz no fuera nada?
¡Nada, sí, nada, nada!... –O que cayera
mi corazón al agua, y de este modo
fuese el mundo un castillo hueco y frío...
Que tú eres tú, la humana primavera,
la tierra, el aire, el agua, el fuego, ¡todo!,
... ¡y soy yo sólo el pensamiento mío!
(aus: Pájinas escojidas, Sonetos espirituales 1917, S. 119)

## Interpretationsmöglichkeiten
Das Haus in der Calle Aribau präsentiert eine unheimliche Atmosphäre, ähnlich wie in den englischen Gothic Novels. Es könnte als Symbol der menschlichen Seele gedeutet werden, aber auch Spaniens als Ganzem, eine Welt im Kleinen.  Dabei geht es um den Zusammenbruch der Ideale, um die Desillusion nach dem Desaster des Krieges; Nada ist auch Dokument einer kollektiven Befindlichkeit und widerspiegelt das Elend, den Hunger und die Trostlosigkeit der in Trümmern liegenden Gesellschaft. Wegen seines „antitriunfalismo“ lief es der Siegesstimmung der frankistischen Fraktion entgegen. Vor allem wurde das Konzept der unantastbaren, idealen Familie regelrecht entzaubert, da gerade die Familie im Roman ein alptraumartiges Szenario bildet, mit absurden Szenen,  Gewalttätigkeit, Bigotterie, Angst, Verrat und Bruderzwist (Letzteres unter Umständen ein Symbol der Gespaltenheit des Landes in zwei unversöhnliche Lager).

## Stil
Vielfach ist dieses Werk in die Stilrichtung des so genannten Tremendismo eingeordnet worden, der in der Zeit nach dem Bürgerkrieg für kurze Zeit die spanische Literaturszene prägte. Es weist aber nicht ganz so viele krude Details auf wie zum Beispiel La familia de Pascual Duarte von Camilo José Cela, das drei Jahre zuvor erschien. Immerhin steht dem abstrusen, klaustrophobischen Ambiente in der heruntergekommenen, kleinbürgerlichen Wohnung die fröhliche Unbeschwertheit des Studentenmilieus in den Straßen von Barcelona und bei den Fahrten aufs freie Land gegenüber. Wenn auch in traditioneller Technik geschrieben, so kommt Nada doch ohne Rhetorik und Weitschweifigkeit aus; es wirkt auf den ersten Blick sehr einfach und strahlt Authentizität aus.

## Autobiografische Elemente
Bereits kurz nach der Veröffentlichung im Jahr 1944 wurde Nada zugesprochen, viele autobiografische Züge zu enthalten. Dies hat die Autorin jedoch zu Beginn gänzlich abgestritten. Laut Laforet sind die Figuren und beschriebenen Orte in Nada reine Fiktion. Später gab sie jedoch zu, dass die Beschreibung Barcelonas in ihrem Roman auf ihrer eigenen Kindheit und Jugend in Barcelona basiere.